# جاك أوستين (سياسي)
جاك أوستين (بالإنجليزية: Jack Austin)‏ هو سياسي كندي، ولد في 2 مارس 1932 في كالغاري في كندا. حزبياً، نشط في الحزب الليبرالي الكندي. وقد انتخب عضو مجلس الشيوخ الكندي (19 أغسطس 1975 – 2 مارس 2007).